# جيمس هودسون
جيمس هودسون (30 أبريل 1969 في المملكة المتحدة - ) (بالإنجليزية: James Hodgson)‏ هو لاعب كريكت بريطاني. لعب مع نادي جامعة كامبريدج للكريكيت ‏.